# Lucilia ingenua
Lucilia ingenua är en tvåvingeart som beskrevs av Robineau-desvoidy 1863. Lucilia ingenua ingår i släktet Lucilia och familjen spyflugor.
Artens utbredningsområde är Frankrike. Inga underarter finns listade i Catalogue of Life.